# لیندهورشت
لیندهورشت (به آلمانی: Lindhorst) یک شهر در آلمان است که در شاومبورگ واقع شده‌است. لیندهورشت ۴٬۵۸۵ نفر جمعیت دارد.